# Сульфат димарганца-дикалия
Сульфат димарганца-дикалия — неорганическое соединение,
комплексная соль калия, марганца и серной кислоты
с формулой K2Mn2(SO4)3.

## Получение
- В природе встречается минерал манганолангбейнит — K2Mn2(SO4)3 с примесями [1].

- Диффузия в геле растворов сульфатов калия и марганца:

{\displaystyle {\mathsf {K_{2}SO_{4}+2MnSO_{4}\ {\xrightarrow {80^{o}C}}\ K_{2}Mn_{2}(SO_{4})_{3}}}}

## Физические свойства
Сульфат димарганца-дикалия образует кристаллы
кубической сингонии,
пространственная группа P 213,
параметры ячейки a = 1,01194 нм, Z = 4.